# Madeleine (stanice metra v Paříži)
Madeleine je přestupní stanice pařížského metra mezi linkami 8, 12 a 14. Nachází se v 8. obvodu v Paříži pod náměstím Place de la Madeleine.

## Historie
Stanice byla otevřena 5. listopadu 1910 jako součást tehdejší nové linky A (dnes linka 12), kterou provozovala Compagnie Nord-Sud. Dne 13. července 1913 byla zprovozněna nová linka 8. která vedla i přes stanici Madeleine. 15. října 1998 byla otevřena linka 14, které zde měla konečnou stanici až do roku 2003.
Stanice je nechvalně proslulá zápachem sirovodíku z důvodu špatného těsnění stanice.

## Název
Jméno stanice je odvozeno od sousedního kostela La Madeleine – sv. Máří Magdalény.

## Zajímavosti v okolí
- Église de la Madeleine
- Olympia
- Place Vendôme